# Martha Argerich
María Martha Argerich (ur. 5 czerwca 1941 w Buenos Aires) – argentyńska pianistka, laureatka I nagrody VII Międzynarodowego Konkursu Pianistycznego im. Fryderyka Chopina (1965). Jest powszechnie uznawana za jedną z najwybitniejszych pianistek wszech czasów.

## Życiorys
Dzieciństwo spędziła w Buenos Aires. W wieku trzech lat rozpoczęła naukę gry na fortepianie. Mając 8 lat dała swój pierwszy koncert – wykonała I Koncert fortepianowy C-dur op. 15 Ludwiga van Beethovena. Rok później wykonywała XX Koncert fortepianowy d-moll KV 466 Wolfganga Amadeusa Mozarta oraz Suity francuskie BWV 812-817 Johanna Sebastiana Bacha.
W roku 1955 przeniosła się do Europy. Szkoliła się u Friedricha Guldy w Wiedniu oraz u Madeleine Lipatti i Nikity Magaloffa w Genewie. Międzynarodową karierę rozpoczęła w 1957 roku, gdy zdobyła pierwsze nagrody na Międzynarodowym Konkursie Pianistycznym im. Ferruccio Busoniego w Bolzano i Międzynarodowym Konkursie Muzycznym w Genewie. Po tych sukcesach na 4 lata przerwała karierę i podjęła naukę u Stefana Askenasego.
W roku 1965 wygrała VII Międzynarodowy Konkurs Pianistyczny im. Fryderyka Chopina w Warszawie oraz zdobyła nagrodę Polskiego Radia za najlepsze wykonanie mazurków. Rok później debiutowała w Stanach Zjednoczonych w nowojorskim Lincoln Center oraz nagrała swoją pierwszą płytę, na której znalazły się utwory Chopina, Brahmsa, Ravela, Prokofjewa i Liszta. W 1978 roku dała swój ostatni recital solo. Od tego czasu wykonuje przede wszystkim muzykę kameralną i koncerty.
W 1980 roku wywołała skandal, gdy opuściła jury X Międzynarodowego Konkursu Pianistycznego im. Fryderyka Chopina po tym, jak wyeliminowano Ivo Pogorelicia z półfinałów konkursu. Do jury konkursu wróciła w roku 2010.
Uznanie zdobyła głównie dzięki nagraniom muzyki Chopina, Prokofjewa, Ravela, Rachmaninowa i Liszta. Nagrywa dla wielu wytwórni płytowych, przede wszystkim dla Deutsche Grammophon. W nagraniach towarzyszyli jej m.in.: Claudio Abbado, Charles Dutoit, Nelson Freire, Gidon Kremer, Mstisław Rostropowicz, Mischa Maisky.
23 października 2015 otrzymała doktorat honoris causa Akademii Muzycznej im. Karola Szymanowskiego w Katowicach.

## Życie prywatne

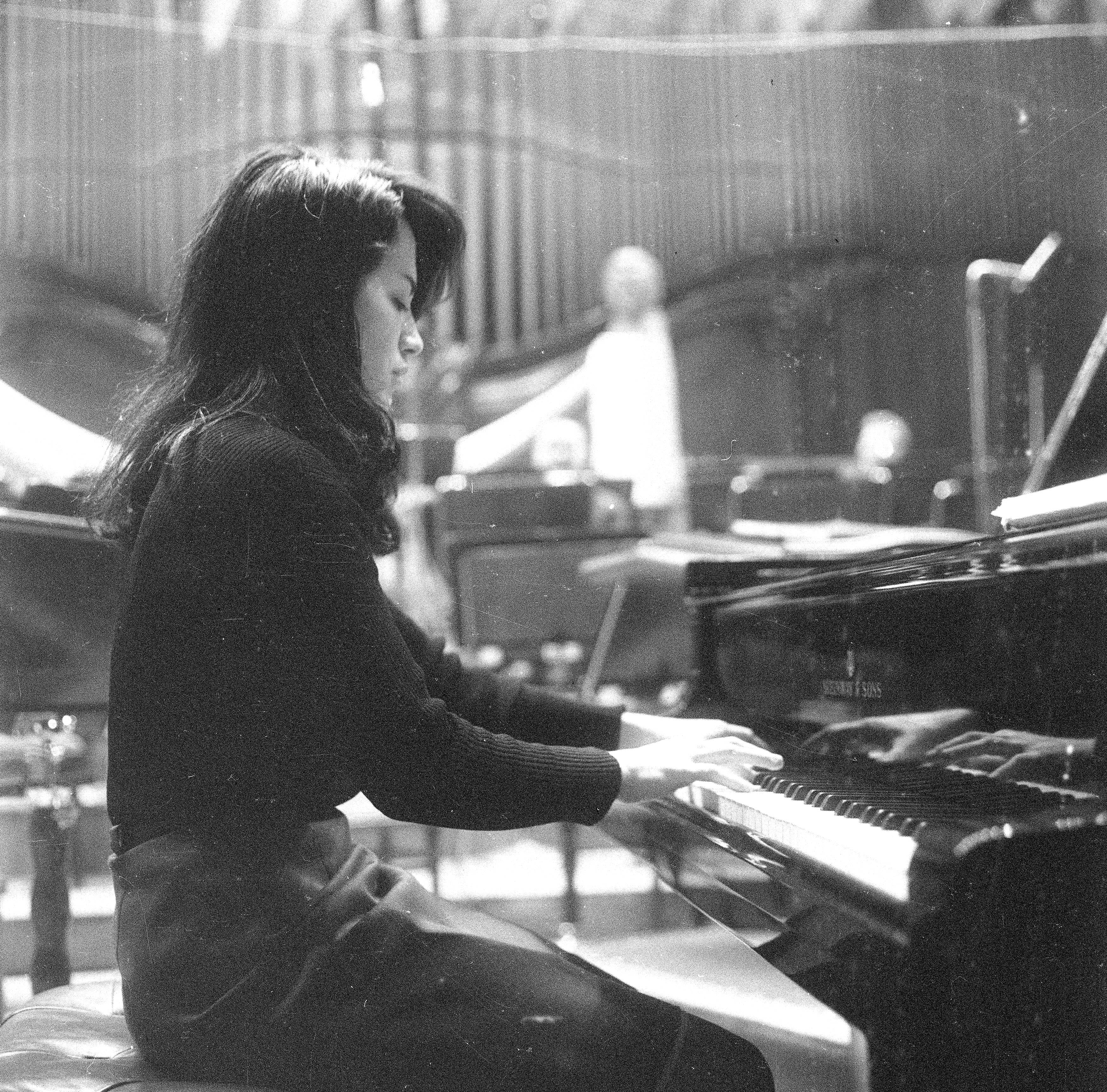
Argerich podczas próby z orkiestrą przed finałem VII Międzynarodowy Konkurs Pianistyczny im. Fryderyka Chopina, 1965

Marta Argerich była trzykrotnie zamężna. Jej pierwszym mężem był kompozytor i dyrygent Chen Liang-Sheng (Robert Chen), z którym ma córkę Lydę Chen, altowiolistkę. 
W latach 1969–1973 jej mężem był dyrygent Charles Dutoit, owocem tego związku jest córka Anne-Catherine. Dutoit i Martha Argerich w dalszym ciągu razem występują i nagrywają. 
Jej trzecim mężem był pianista Stephen Kovacevich, z którym ma córkę Stephanie.

## Nagrody
- 1957 - I nagroda Międzynarodowy Konkurs Pianistyczny im. Ferruccio Busoniego[10]
- 1957 - I nagroda Międzynarodowy Konkurs Muzyczny w Genewie[11]
- 1965 - I nagroda VII Międzynarodowy Konkurs Pianistyczny im. Fryderyka Chopina
- 1996 – Krzyż Oficerski Orderu Sztuki i Literatury (Francja)[12]
- 2004 – Krzyż Komandorski Orderu Sztuki i Literatury (Francja)[12]
- 2016 – Order Wschodzącego Słońca klasy Złote Promienie z Rozetą (Japonia)[13]
- 2016 - Kennedy Center Honors[14]
- 2018 – Krzyż Komandorski Orderu Zasługi Republiki Włoskiej (Włochy)[15]
- 2021 – Krzyż Komandorski Orderu Zasługi Rzeczypospolitej Polskiej (Polska)[16]
- 2023 – Krzyż Komandorski Legii Honorowej (Francja)[17]
- 2024 – Krzyż Wielkiego Oficera Orderu Wiernej Służby (Rumunia)[18]